# Недялко Каранешев
Недялко Константинов Каранешев е български художник и учител.

## Биография
Роден е в с. Хотница, Търновско, през 1876 г. Няколко месеца след раждането му, неговият баща се записва опълченец в III дружина, с командир полковник Калитин. Първоначалното си образование завършва в основното училище в с. Мекиш, Търновско, където и е учител баща му. След това продължава образованието си в Търновската гимназия.
През 1895 г. е назначен за учител в с. Обчиларе, Горнооряховско. Тук той организира ученическа изложба, която е посветена на Васил Друмев. Той го препоръчва на Иван Вазов, по това време министър на народното просвещение, като човек с вродени дарби на художник. Тази препоръка му помага да се запише в Държавното рисувателно училище в София.
През 1902 г. заминава за Флоренция, където се записва във Висшата художествена академия. Тук има възможност да се запознае с творчеството на големите представители на изкуството. След като се завръща в България устроява ателие в Горна Оряховица. През 1925 г. на панаира в Горна Оряховица, заедно с Петър Кънчев, прави художествена изложба. След този период е учител в Дряново, Габрово, Търново. Рисува предимно исторически и старинни творби. Заедно със сина си завършват голяма композиция, която илюстрира епохата на българите от началото на Първото българско царство до 9 септември 1944 г.
Негови творения са портретите на просветителите Васил Априлов и Николай Палаузов. Работи предимно над исторически и старинни сюжети, които предава натуралистично и с национални окраски. Популярни негови картини са: „Възраждането на България“ отпечатана през 1905 г. във Флоренция в 30 екземпляра, „Освобождението на България“, в 12 цвята, отпечатана във Виена, "„Залавянето на златишкия каймакамин от четата на Панайот Хитов" и много други. Работи също в областта на българската иконопис и участва в изографисването на редица църкви и манастири във Велико Търново. Като изследовател на историческото минало събира стари документи, летописни бележки за историята на селища, манастири, църкви, паметници и сведения за видни революционери: Христо Ботев, Георги Раковски, Васил Левски, Никола Войновски.
Наред със своята дейност като учител и художник участва дейно в обществения и политически живот. Непрекъснато пише статии по обществени въпроси. Има много приятели и почитатели из цялата страна. Водил е важна и интересна кореспонденция с видни лица – българи и чужденци.
В дома си във Велико Търново, в продължение на 30 години урежда постоянна художествена изложба, която се посещавала от всички любители на старопрестолния град.
Недялко Каранешев е първият основател на художествени провинциални изложби в България. Дълги години е организатор и ръководител на учителски и занаятчийски курсове. Умира през 1964 г.
Части от личния му архив се съхраняват във фонд 932К в Държавен архив – Велико Търново, който се състои от 390 архивни единици от периода 1829 – 1963 г.; във фонд 566К в Централен държавен архив, състоящ се от 172 а.е. от периода 1837 – 1964 г.; във фонд 714К в Държавен архив – Габрово, състоящ се от 42 а.е. от периода 1873 – 1964 г.